# Parador de Santiago de Compostela

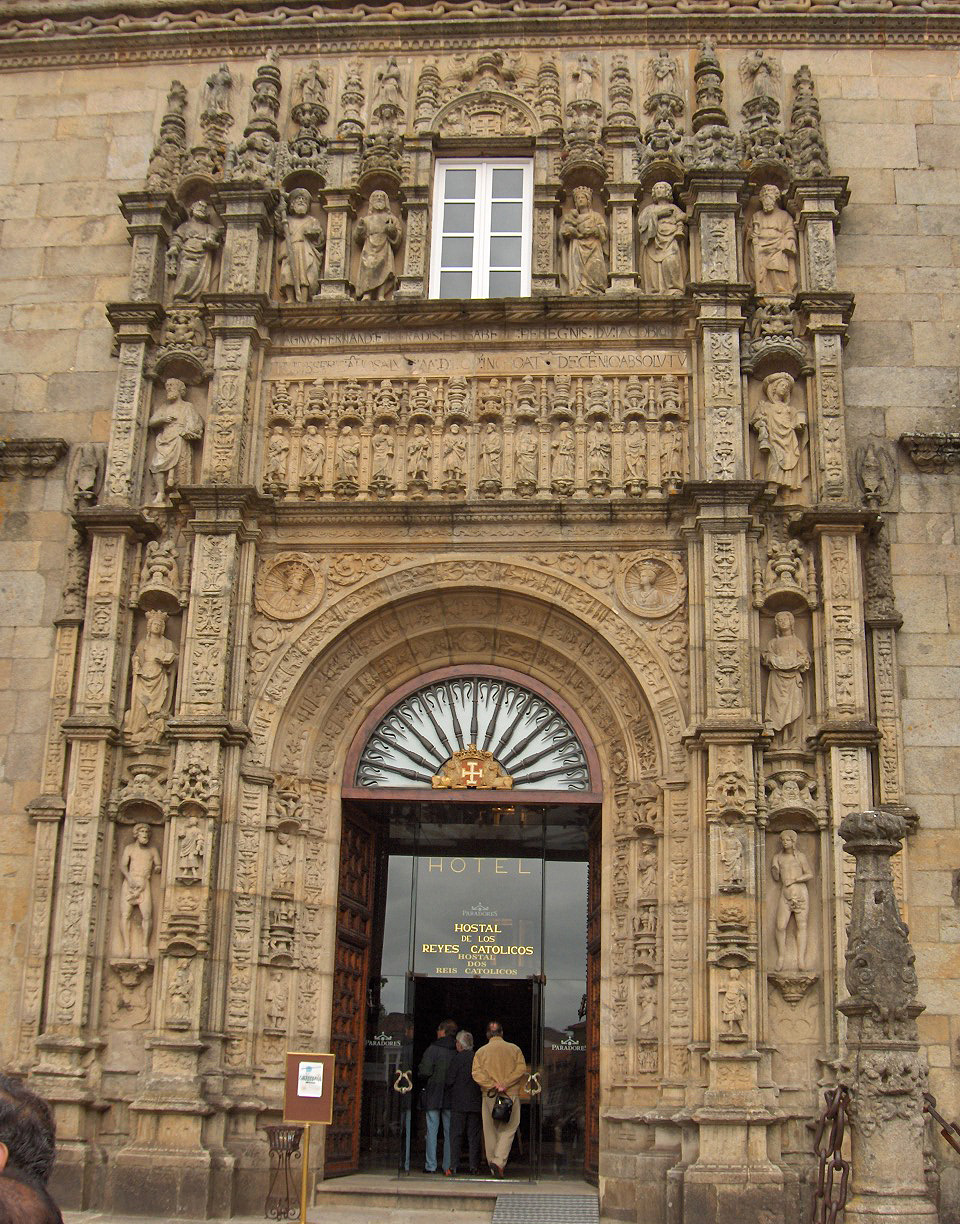
Portada del Parador de Santiago.

El Parador de Santiago, también conocido como Hotel de los Reyes Católicos y Hostal de los Reyes Católicos y, hoy, como Parador Museo Santiago, es un hotel perteneciente a la red de Paradores Nacionales de Turismo del Reino de España, albergado en un edificio de estilo plateresco construido por orden de los Reyes Católicos para dar cobijo a aquellos que requerían auxilio médico al finalizar el Camino, y diseñado por el arquitecto real Henrique Egas.

## Situación
Está situado en la Plaza del Obradoiro de Santiago de Compostela. Está en el lado norte, del paralelogramo que constituye la plaza, formado por la Catedral, el Colegio de San Xerome, el Pazo de Raxoi y él incluso.

## Historia
Tras una visita realizada a Santiago por los Reyes Católicos en el año 1486, decidieron erigir un Gran Hospital Real en la ciudad del apóstol, para atender a los peregrinos que en la época recorrían el Camino de Santiago. La raíz de la conquista del Reino de Granada en 1492, y de los ingresos obtenidos por la victoria, en el año 1499 donaron un tercio de las rentas del Voto de Santiago para llevar a cabo la empresa.
El arquitecto real, Henrique Egas, fue el encargado de realizar la traza y dirigir la construcción del hospital, que se realizó entre los años 1501 y 1511, salvo la fachada, que es ligeramente posterior y que se reformó en el siglo XVII, la centra una portada renacentista, contratada los pones maestros franceses Martín de Blas y Guillén Colás en diciembre de 1519. Años después, como protección de la fachada, el ayuntamiento cedió un terreno que se delimitó por gruesas cadenas engarzadas en pilares renacentistas.
Se trata de un edificio excepcional, muy diferente a los grandes hospitales de planta rectangular, usuales en la Edad Media.
Los dos claustros iniciales fueron modificados en estilo renacentista por Rodigo Gil de Hontañón.
En 1678 Frei Tomás Alonso, lo mismo que hizo con las balconadas barrocas que sustentan el coro de San Martiño Pinario, reforma la fachada renacentista introduciendo una gran balconada apoyada sobre grandes ménsulas profusamente adornadas con la característica exuberante decoración vegetal, y tres nuevas ventanas.
El espacio de la huerta posterior se ocupa, en el siglo XVIII, con dos nuevos patios, configurando así la actual cruz griega con cuatro patios.
El edificio se utilizó como hospital hasta mediados del siglo XX. El año 1953, el Instituto Nacional de Previsión, dependiente del Ministerio de Trabajo, construye un nuevo edificio en la calle Galeras, donde el Hospital se traslada ese mismo año, abandonando el antiguo edificio, que se transformó en el Hostal de los Reis Católicos, después denominado Hotel de los Reis Católicos, integrado en la red de Paradores de Turismo, y denominado en la actualidad Parador Museo Santiago.